# Wereldpaviljoen
Het Wereldpaviljoen in Steyl, in de Nederlandse gemeente Venlo, is een culturele attractie, die de voornamelijk jeugdige (maar ook volwassen) bezoekers kennis laat maken met andere culturen.

## Doelstelling
De vrijwilligersorganisatie die het Wereldpaviljoen runt, is statutair opgericht in 2009, op initiatief van SOS-Meerlo-Wanssum. Doel is het tonen van een culturele, educatieve en recreatieve collectie. Omdat culturen elkaar ontmoeten kan meer begrip ontstaan voor elkaars doen en laten om zo een basis te leggen voor betere samenwerking en communicatie in de wijk, de regio, het land en de wereld.

## Ontstaansgeschiedenis
In 2012 stond het paviljoen op de Floriade 2012 en werd onder andere bezocht door koningin Beatrix. De Provincie Limburg verleende de attractie, naast een bijdrage in de kosten voor de verhuizing, een waarderingssubsidie van 100.000 euro voor de realisatie. Het Wereldpaviljoen werd op 17 oktober 2014 door commissaris van de koning Theo Bovens geopend.

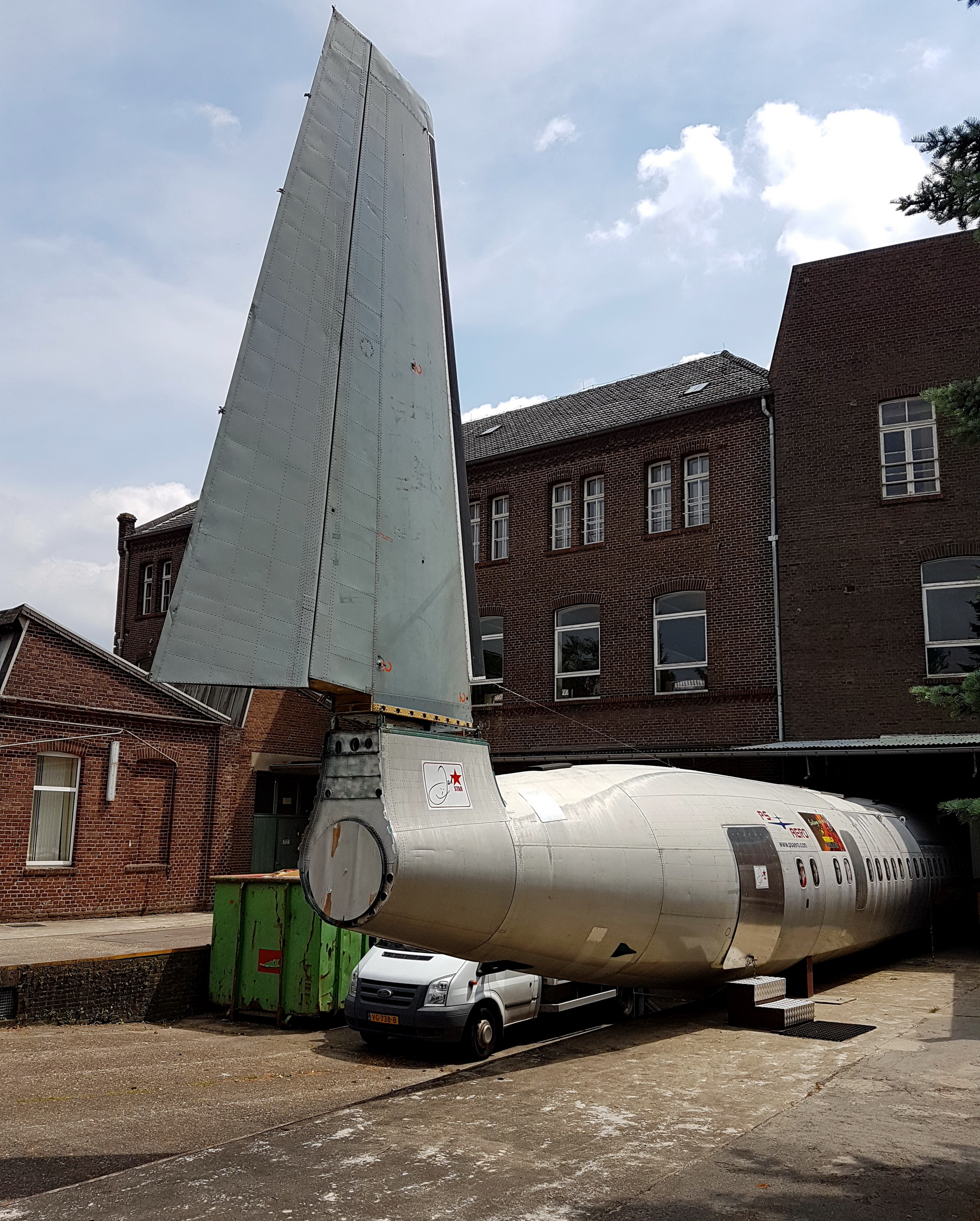
Fokker 50

## Twee belevingscentra
In het Wereldpaviljoen is een belevingscentrum Nicaragua gevestigd. Daarvoor is een Nicaraguaans dorp nagebouwd. Voor dit land is gekozen, omdat de gemeenten Gennep en Maastricht een stedenband hebben met steden in Nicaragua. In dit dorp, San Pedro genaamd, kunnen de bezoekers kennis maken met Nicaragua en in het bijzonder de wijze waarop kinderen daar leven. De bezoekers kopen een ticket en stappen in een oude Fokker 50 van maatschappij Jetstar Airways. Dan volgt een virtuele vliegreis naar Nicaragua en is het avontuur begonnen. Via games, spellen, films en vooral zelf beleven worden de bezoekers ondergedompeld in een andere cultuur. Zo kunnen digitale kaarten naar vrienden worden gestuurd, kan men marktman/vrouw spelen, schoenen poetsen en speelgoed of sieraden maken van afvalmateriaal in een workshop. 
Medio april 2019 is het paviljoen uitgebreid met het belevingscentrum Ghana. Dat land kan worden beleefd met een busrit door het land via Virtual Reality. Er kan onder een Baobabboom naar traditionele verhalen worden geluisterd en mee worden getrommeld bij een muziekwand. Ook kan via VR-simulatie plaats worden genomen in een boot om zo de overtocht te ervaren die bootvluchtelingen maken vanuit Afrika naar het Italiaanse eiland Lampedusa.

## Vakprijs
In 2015 werd het Wereldpaviljoen door de vakjury van de ANWB gekozen als een van de drie meest maatschappelijke uitjes van Nederland. Voor schoolklassen (basisonderwijs en voortgezet onderwijs) zijn speciale programma's ontwikkeld. Daarnaast is het museum elke woensdag- en zondagmiddag open voor het overige publiek. Ook is er ruimte voor arrangementen voor groepen (KBO, Vrouwenorganisaties, families). Op woensdagmiddag kunnen kinderen hun verjaardag vieren in het Wereldpaviljoen.

## Locatie
Het Wereldpaviljoen bevindt zich in een deel van de voormalige kloosterdrukkerij van het Missiehuis Steyl en is een voorbeeld van de transformatie van dit kloosterdorp. In het dorp liggen nog drie actieve kloosters en een voormalig klooster, die deels te bezoeken zijn: het Missiehuis St. Michaël, het Heilig Hartklooster, het Heilige Geestklooster en het Sint-Jozefklooster. In de directe nabijheid van het Wereldpaviljoen liggen verder: het ketelhuis van de missiedrukkerij met stoommachines (eveneens te bezichtigen), het Missiemuseum Steyl, het Forgiveness Museum, de botanische tuin Jochumhof en het Limburgs Schutterij Museum.